# UFC on ESPN: Chiesa vs. Magny
UFC on ESPN: Chiesa vs. Magny（ユーエフシー・オン・イーエスピーエヌ：キエーザ・バーサス・マグニー、別名UFC on ESPN 20）は、アメリカ合衆国の総合格闘技団体「UFC」の大会の一つ。2021年1月20日、アブダビ・ヤス島のファイトアイランド内エティハド・アリーナで開催された。

## 大会概要
本大会ではマイケル・キエーザとニール・マグニーのウェルター級戦が組まれた。

## 試合結果

### プレリミナリーカード
第1試合 女子フライ級 5分3R
○  マノン・フィオロ vs.  ビクトリア・レオナルド ×
2R 4:08 TKO（スタンドパンチ連打）
第2試合 バンタム級 5分3R
○  ウマル・ヌルマゴメドフ vs.  セルゲイ・モロゾフ ×
2R 3:39 リアネイキドチョーク
第3試合 ライト級 5分3R
○  マイク・デイビス vs.  メイソン・ジョーンズ ×
3R終了 判定3-0（29-28、29-28、29-28）
第4試合 フライ級 5分3R
○  フランシスコ・フィゲイレード vs.  ジェローム・リベラ ×
3R終了 判定3-0（29-28、29-28、29-28）
第5試合 ミドル級 5分3R
○  ダルチャ・ランギアムブーラ vs.  マルクス・ペレス ×
3R終了 判定3-0（29-28、29-28、29-28）
第6試合 フライ級 5分3R
○  ス・ムダルジ vs.  ザルーク・アダーシェフ ×
3R終了 判定3-0（29-28、29-28、30-27）
第7試合 バンタム級 5分3R
○  リッキー・シモン vs.  ガエターノ・ピレロ ×
2R 4:00 肩固め

### メインカード
第8試合 ミドル級 5分3R
○  オマリ・アフメドフ vs.  トム・ブリーズ ×
2R 1:41 肩固め
第9試合 フェザー級 5分3R
○  リローン・マーフィー vs.  ダグラス・シウバ・ジ・アンドラージ ×
3R終了 判定3-0（29-28、29-28、30-27）
第10試合 フライ級 5分3R
○  マット・シュネル vs.  タイソン・ナム ×
3R終了 判定2-1（29–28、28–29、29–28）
第11試合 女子フライ級 5分3R
○  ビビアン・アラウジョ vs.  ロクサン・モダフェリ
3R終了 判定3-0（30-27、30-27、30-26）
第12試合 ライトヘビー級 5分3R
○  アイザック・ビラヌエバ vs.  ヴィニシウス・モレイラ ×
2R 0:39 KO（右フック）
第13試合 ウェルター級 5分3R
○  ワーレイ・アウヴェス vs.  ムニール・ラズィーズ ×
1R 2:35 TKO（左ミドルキック→パウンド）
第14試合 ウェルター級 5分5R
○  マイケル・キエーザ  vs.  ニール・マグニー ×
5R終了 判定3-0（49-46、49-46、49-46）

### 各賞
ファイト・オブ・ザ・ナイト：マイク・デイビス vs. メイソン・ジョーンズ
パフォーマンス・オブ・ザ・ナイト：ワーレイ・アウヴェス、ウマル・ヌルマゴメドフ
各選手にはボーナスとして5万ドルが授与された。

### カード変更
負傷などによるカードの変更は以下の通り。